# Kéo theo dung môi
Kéo theo dung môi, sự lôi kéo bởi dung môi  là một hiện tượng chủ yếu xảy ra ở sinh lý thận, nhưng cũng có xảy ra ở sinh lý tiêu hóa. Đó là khi các chất hòa tan trong dịch lọc cầu thận được vận chuyển số lượng lớn ngược trở lại từ ống thận theo dòng di chuyển của nước (dung môi) thay vì vận chuyển chọn lọc bởi các kênh ion hay các protein vận chuyển màng khác.
Nó thường xảy ra trong con đường gian bào dọc theo các tế bào ống thận, không phải theo đường xuyên bào.
Sự lôi kéo ở dung môi quan sát được ở quá trình vận chuyển thụ động trong sự tái hấp thu natri ở thận, sự tái hấp thu chloride ở thận và sự xử lý urê ở thận.